# Start Me Up
Start Me Up è un brano musicale dei Rolling Stones, la cui prima registrazione risale al 1975 durante le sessioni dell'album Black and Blue. Il gruppo provò a ri-registrarlo nel 1977 per Some Girls e nel 1979 per Emotional Rescue, ma venne registrato una quarta volta nel 1981 ed incluso nell'album Tattoo You dello stesso anno.
Il brano venne pubblicato come singolo insieme a No Use in Crying, anch'esso incluso nel sopracitato album.
Il singolo ha raggiunto la seconda posizione della Billboard Hot 100 e la settima nella Official Singles Chart.

## Il brano

### Composizione e registrazione
La traccia base di Start Me Up fu registrata nel gennaio e marzo 1978 durante le sessioni dell'album Some Girls. Il pezzo ebbe origine come un reggae-rock intitolato Never Stop, ma dopo una dozzina di take fu abbandonato. Start Me Up non venne scelta per l'inclusione nell'album ed accantonata per usi futuri. A tal proposito Keith Richards dichiarò:
(Keith Richards)
Nel 1981, con la band impegnata in un tour, l'ingegnere del suono Chris Kimsey propose a Mick Jagger di cercare qualche pezzo negli archivi della band per rimpolpare la scaletta dei brani dal vivo. Mentre cercava, Kimsey trovò due provini di Start Me Up che avevano un ritmo più rock rispetto alle altre cinquanta versioni reggae provate dal gruppo. Le sovraincisioni furono completate all'inizio del 1981 a New York City presso gli Electric Lady Studios e The Hit Factory. Secondo Kimsey, per la registrazione definitiva di Start Me Up ci vollero circa 6 ore.
Il brano inizia con un celeberrimo riff di chitarra suonato da Richards. È questo, insieme al ritmo sostenuto dalla batteria di Charlie Watts e al basso di Bill Wyman, che costituisce la maggior parte della composizione. Il chitarrista Ronnie Wood suona nel pezzo una variazione del riff di Richards come accompagnamento.
Il suono del campanaccio (suonato da Mike Carabello) e i battiti di mani di Jagger, Chris Kimsey e Barry Sage furono aggiunti nell'aprile e giugno 1981.
Un video musicale per la promozione del singolo fu prodotto e diretto da Michael Lindsay-Hogg.

### Pubblicazione
Start Me Up raggiunse la settima posizione nella classifica UK Singles Chart nel settembre 1981 e resta ad oggi l'ultima canzone dei Rolling Stones ad essere entrata nella Top 10 britannica. In Australia, Start Me Up arrivò al primo posto nel novembre 1981.
Negli Stati Uniti, Start Me Up trascorse tre settimane al numero 2 della classifica Billboard Hot 100 tra ottobre e novembre 1981. Inoltre, il singolo passò 13 settimane in vetta alla Billboard Top Tracks. Il record di permanenza restò in vigore fino al 1994, quando Interstate Love Song degli Stone Temple Pilots restò in cima per 15 settimane. La B-side del 45 giri è un lento blues intitolato No Use in Crying, anch'esso pezzo incluso in Tattoo You.
Start Me Up viene spesso utilizzata dal gruppo per aprire i concerti ed è stata inclusa in numerosi album dal vivo degli Stones, quali Still Life (registrato nel 1981, pubblicato nel 1982), Flashpoint (registrato nel 1989, pubblicato nel 1991), Live Licks (registrato nel 2003, pubblicato nel 2004), Shine a Light (registrato nel 2006, pubblicato nel 2008), e Hyde Park Live (2013).
Infine, il pezzo, uno dei più noti dei Rolling Stones, è stato incluso in svariate raccolte di successi della band, incluse Rewind (1971-1984), Jump Back, Forty Licks, GRRR! e Honk.

## Formazione
The Rolling Stones
- Mick Jagger: voce solista, cori, battito di mani
- Keith Richards: chitarra elettrica
- Ronnie Wood: chitarra elettrica
- Bill Wyman: basso
- Charlie Watts: batteria

Musicisti aggiuntivi
- Michael Carabello: campanaccio
- Barry Sage, Chris Kimsey: battiti di mani

## Curiosità
- La Microsoft ha usato questa canzone nella campagna pubblicitaria di Windows 95.[10][11] Questa fu la prima volta nella storia che un brano dei Rolling Stones venne usato per una campagna pubblicitaria.
- Nel 2012, una versione remixata della canzone è stata utilizzata in uno spot pubblicitario della Omega quale partner ufficiale dei Giochi della XXX Olimpiade.[12]